# Stefanie Otte
Stefanie Otte (* 4. Oktober 1967 in Uelzen) ist eine deutsche Juristin. Seit 2018 ist sie Präsidentin des Oberlandesgerichts Celle. Zuvor war sie Staatssekretärin im Niedersächsischen Justizministerium.

## Leben

### Ausbildung
Stefanie Otte hat von 1987 bis 1990 ein Studium an der Niedersächsischen Fachhochschule für Verwaltung und Rechtspflege in Hildesheim absolviert, das sie 1990 als Diplom-Rechtspflegerin abschloss. Von 1991 bis 1995 studierte sie Rechtswissenschaften an der Universität Osnabrück. Sie bestand 1996 das Erste Juristische Staatsexamen und absolvierte im Anschluss ihren Vorbereitungsdienst im Bezirk des Oberlandesgerichtes Braunschweig. 1999 legte sie das Zweite Juristische Staatsexamen ab.

### Richterin und Führungsaufgaben
Otte war ab 1999 als Richterin auf Probe und ab 2003 als Richterin am Amtsgericht Celle tätig. 2007 erhielt sie die Abordnung an das dortige Oberlandesgericht und wurde stellvertretende Leiterin der Zentralstelle für amtliche Texte und Vordrucke (nunmehr Textmanagement Justiz Niedersachsen). Von 2009 bis 2013 wirkte sie als Richterin am Celler Oberlandesgericht und als Leiterin der dortigen Organisationsabteilung.
2013 trat Otte in den Dienst des Niedersächsischen Justizministeriums ein und wurde Leiterin des Personalreferates. Nach ihrer Ernennung zur Leitenden Ministerialrätin 2014 übernahm sie im Justizministerium die stellvertretende Leitung der Zentralabteilung (Haushalt, Personal und Organisation).

### Staatssekretärin im Niedersächsischen Justizministerium
Am 1. Juni 2015 wurde sie von Ministerpräsident Stephan Weil zur Staatssekretärin im Niedersächsischen Justizministerium ernannt. In dieser Funktion leitete sie den E-Justice-Rat und setzte sich maßgeblich für die Entwicklung des Gemeinsamen Fachverfahrens für die Justiz (GeFa) ein, mit dem die IT-Anwendungen der verschiedenen Länder bzw. Länderverbünde vereinheitlicht werden sollen. Diesen Posten hatte sie bis zur Bildung des neuen Kabinetts Weil II am 22. November 2017 inne. Ihr Nachfolger wurde Stefan von der Beck.

### Präsidentin des Oberlandesgerichts Celle
Seit dem 23. Juli 2018 ist Otte Präsidentin des Oberlandesgerichts Celle, nachdem zuvor zwei Juristen aus Niedersachsen, darunter Ralph Guise-Rübe, mit Konkurrentenklagen gescheitert waren. Otte trat die Nachfolge von Peter Götz von Olenhusen an.
Otte ist neben ihren Aufgaben als Präsidentin und Senatsvorsitzende als Mediatorin, Supervisorin und zertifizierte Klärungshelferin tätig. Sie ist ständiges Mitglied des Niedersächsischen Staatsgerichtshofs und Mitherausgeberin der Niedersächsischen Verwaltungsblätter (NdsVBl.) sowie der Ausbildungszeitschrift Juristische Schulung (JuS). Sie ist außerdem Mitglied im Beirat des „Digital Justice Summit“, der den Austausch von Fachwissen und Erfahrungen über die strukturellen sowie politischen Fragen der Digitalisierung der Justiz in Deutschland und Europa fördern will sowie im Vorstand des Deutschen EDV-Gerichtstag e.V.

## Privates
Stefanie Otte ist verheiratet und hat drei Kinder.

## Veröffentlichungen (Auswahl)
- Mit Maike Hoffmann: Gesetzlicher Richter bleibt der Mensch. In: libra. Das Rechtsbriefing. 6. September 2022 (libra-rechtsbriefing.de).
- Die Zukunft des Rechtsstaats im digitalen Zeitalter. In: Legal Tribune Online. 18. November 2022.
- Mit Stephan Breidenbach: Zivilprozess 2040. In: ZRP. Band 130, 2023.
- Die Gerichte werden sich grundlegend verändern. In: Deutsche Richterzeitung (DRiZ), Heft 7/8, 2023.
- Zukunft des Zivilprozesses. In: Anwaltsblatt. Heft 1, 2024, S. 5.
- Mit Simon Künnen: Einsatz von künstlicher Intelligenz zur Unterstützung richterlicher Entscheidungsfindung: Ein Paradox zwischen Black-Box und gebotener Transparenz?. In: Zeitschrift für das Recht der digitalen Wirtschaft (ZdiW). Heft 4, 2024, S. 111.
- Das Justizportal als Voraussetzung für ein modernes Gesamtkonzept der konsensualen Streitbeilegung. In: Zeitschrift für Konfliktmanagement (ZKM), Heft 5, 2024, S. 152.
- Mit Werner Richter (Hrsg.): "Zivilprozess der Zukunft" – Tagungsband der Abschlussveranstaltung der Oberlandesgerichte Celle und Düsseldorf. Tagung in Celle am 16. November 2024. (niedersachsen.de [PDF]).
- „Zivilprozess der Zukunft“ – Justizielle Perspektive. In: Anwaltsblatt. Nr. 2, 2025, ISSN 0171-7227, S. 132, doi:10.70919/anwbl10118.
- Mit Werner Richter: Verfahrensrecht: Reformkommission „Zivilprozess der Zukunft“. In: Monatsschrift für Deutsches Recht (MDR), Heft 9, 2025, S. 563.